# نیکولو برتولا
نیکولو برتولا (انگلیسی: Nicolò Bertola؛ زادهٔ تاریخ ورودی نامعتبر است) بازیکن فوتبال است.
وی همچنین در تیم ملی فوتبال زیر ۱۹ سال ایتالیا بازی کرده‌است.